# La Teseida
La Teseida és un manuscrit del text del poema Teseida de Boccaccio, traduït i copiat pel cercle de René d'Anjou il·luminat amb miniatures atribuïdes a Barthélemy d'Eyck i al Mestre de Boccaccio de Ginebra. Es conserva a la Biblioteca nacional austríaca a Viena

## Història del manuscrit
Il Teseida delle Noze d'Emilia és un text redactat pel jove Boccaccio a la cort napolitana de Robert d'Anjou. Conta les aventures de l'heroi Teseu transformades en novel·la de cavalleria. Un segle més tard, es va realitzar una traducció del text en el cercle de René d'Anjou. El traductor o soci comanditari podria ser Louis de Beauvau. Es varen realitzar diverses còpies però el manuscrit 2617 de Viena és l'únic il·luminat. Les miniatures les varen executar en dues campanyes. La primera va tenir lloc en els anys 1460 sens dubte a Provença: les set miniatures són atribuïdes al "Mestre del cor d'amor enamorat", identificat amb Barthélemy d'Eyck. La segona campanya va tenir lloc als anys 1470 a Anjou i corresponen a la mà del Mestre del Boccaccio de Ginebra.
Llavors, el manuscrit va passar a la possessió de Margarida d'Àustria (1480-1530) i posteriorment a mans de Maties I que ho fa entrar a les col·leccions imperials. Hi figura a la biblioteca imperial de Viena des de 1749 o 1752.

## Composició del manuscrit
L'obra conté una gran caplletra al començament de l'obra i 14 grans miniatures cobrint mitges pàgines i fins i tot una doble pàgina.
Les il·luminacions realitzades per Barthélemy d'Eyck són, a més a més d'una inicial historiada representant Boccaccio al seu taller (f.3), miniatures que representen una escena de dedicatòria (f.14v), La Victòria de Teseu contra les Amazones (f.18v-19), El Triomf de Teseu a Atenes (f.39), Emília al jardí (f.53), L'Alliberament d'Arcita (f.64), Emília testimoni del duel d'Arcita i Palamon (f.76v-77), L'Oració d'Arcita, Emília i Palamon (f.102). Les decoracions dels marges s'acosten a les que es troben a les Hores Morgan (Pierpont Morgan Library, M358), també atribuïdes en part a Barthélemy d'Eyck.
Les realitzades pel "Mestre del Boccaccio de Ginebra" són La Reunió dels prínceps davant el tron de Teseu (f.91), La Victòria d'Arcita (f.121), Arcita ferit per una fúria enviada per Venus i El Matrimoni d'Arcita i Emília sobre el llit de mort (f.138v-139), El Funeral d'un príncep grec (f.152), Emília abraçant Arcita moribund (f.169) i El Matrimoni d'Emília i Palamon (f.182). Les decoracions marginals s'assemblen molt a les del Llibre del cor d'amor enamorat conservat també a Viena i també atribuït a Barthélemy d'Eyck. Es podria tractar del mateix il·luminador encarregat d'aquests marges a les dues obres.